# Файвпойнтвілл (Пенсільванія)
Файвпойнтвілл (англ. Fivepointville) — переписна місцевість (CDP) в США, в окрузі Ланкастер штату Пенсільванія. Населення — 1090 осіб (2020).

## Географія
Файвпойнтвілл розташований за координатами 40°10′45″ пн. ш. 76°3′23″ зх. д. / 40.17917° пн. ш. 76.05639° зх. д. (40.179255, -76.056260).  За даними Бюро перепису населення США в 2010 році переписна місцевість мала площу 3,27 км², з яких 3,19 км² — суходіл та 0,07 км² — водойми.

## Демографія
Згідно з переписом 2010 року, у переписній місцевості мешкало 1156 осіб у 379 домогосподарствах у складі 310 родин. Густота населення становила 354 особи/км².  Було 388 помешкань (119/км²).
Расовий склад населення:
| - 97,3 % — білих - 1,3 % — азіатів - 0,1 % — чорних або афроамериканців - 1,0 % — осіб інших рас |

До двох чи більше рас належало 0,3 %. Частка іспаномовних становила 2,0 % від усіх жителів.
За віковим діапазоном населення розподілялося таким чином: 29,0 % — особи молодші 18 років, 55,1 % — особи у віці 18—64 років, 15,9 % — особи у віці 65 років та старші. Медіана віку мешканця становила 36,0 року. На 100 осіб жіночої статі у переписній місцевості припадало 100,0 чоловіків;  на 100 жінок у віці від 18 років та старших — 97,8 чоловіків також старших 18 років.
Середній дохід на одне домашнє господарство  становив 69 351 долар США (медіана — 59 864), а середній дохід на одну сім'ю — 86 370 доларів (медіана — 83 713). Медіана доходів становила 51 984 долари для чоловіків та 45 000 доларів для жінок. За межею бідності перебувало 6,0 % осіб, у тому числі 0,0 % дітей у віці до 18 років та 0,0 % осіб у віці 65 років та старших.
Цивільне працевлаштоване населення становило 740 осіб. Основні галузі зайнятості: роздрібна торгівля — 25,7 %, освіта, охорона здоров'я та соціальна допомога — 17,7 %, виробництво — 16,5 %.